# Punta de Barcelona
Punta de Barcelona és el nom amb què es coneix una punta, on es combinen la meitat de punta al coixí i l'altra meitat de punta d’agulla. Aquest disseny únic fou creat el 1951 per les germanes Antònia i Montserrat Raventós Ventura, fundadores de l’Escola de Puntaires de Barcelona.

## Història
L'anomenada Punta Barcelona neix el 1951, de la mà de les germanes Antònia i Montserrat Raventós Ventura. Aquell any, l’Arquebisbat de Barcelona va encarregar unes estovalles per a l’altar major de la catedral de Barcelona, per tal de poder-les lluir a la celebració del XXXV Congrés Eucarístic Internacional celebrat a Barcelona el 1952, durant el pontificat de Pius XII. La punta havia de tenir unes mides de 52 centímetres d'amplada i 6 metres i mig de llargada. Aquestes mides feien que, per poder-la fer, calgués més d'una puntaire. La tasca es va encomanar a les germanes Raventós, que varen fer-ne el disseny i varen treballar-hi amb trenta-nou puntaires més durant nou mesos.
El disseny de les estovalles contenia diferents detalls de la catedral, com ara les cresteries, els arcs, el púlpit, la reixa de ferro forjat, el campanar, les arquivoltes del portal de Santa Eulàlia, elements fitomòrfics i zoomòrfics dels relleus i motius al·legòrics a la història de Barcelona.
El patró per fer la punta el varen dividir en petites peces, una meitat fetes amb punta de coixí i l'altra meitat amb punta d'agulla. La peça única, un cop unida, va ser batejada amb el nom de Punta de Barcelona.
D'aquestes puntes, n'hi ha mostres a la basílica de la Sagrada Família, a la catedral i al museu de l'Escola de Puntaires.